# Fariza

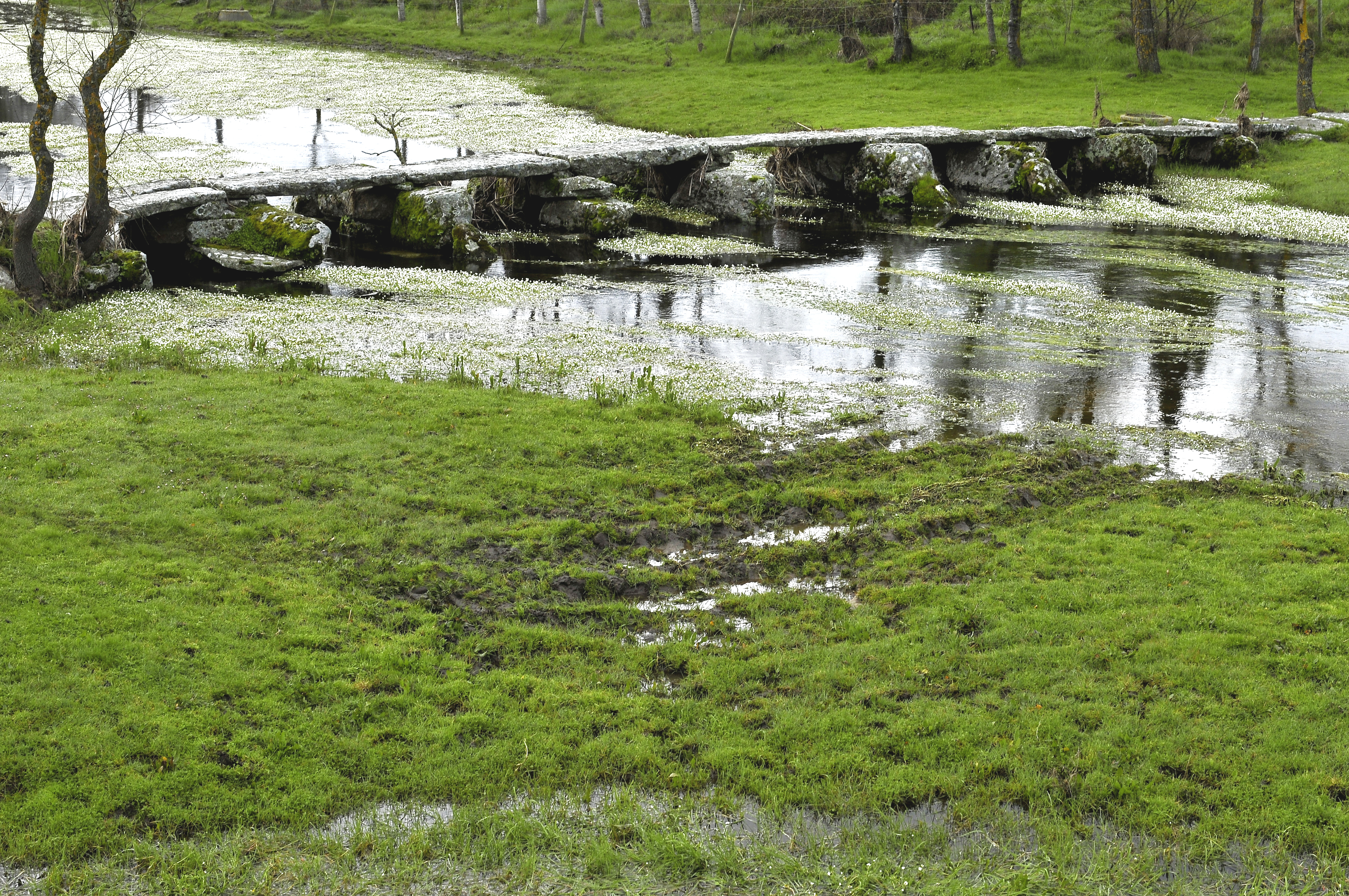
Fariza – Steinplattensteg

Fariza oder auch Fariza de Sayago ist ein nordwestspanischer Ort und eine aus 7 Weilern (pedanías) bestehende Gemeinde (municipio) mit insgesamt nur noch 496 Einwohnern (Stand: 2024) in der Provinz Zamora in der Autonomen Gemeinschaft Kastilien-León.

## Lage
Der Ort Fariza liegt im Naturpark Arribes del Duero im Südwesten der Provinz Zamora in einer Höhe von ca. 700 m in der alten Kulturlandschaft Sayago. Das Tal des Río Duero ist ca. 2 km (Luftlinie) entfernt, liegt aber ca. 300 m tiefer. Die Provinzhauptstadt Zamora ist gut 50 km (Fahrtstrecke) in östlicher Richtung entfernt. Das gemäßigte Klima wird zeitweise vom Atlantik beeinflusst; Regen (ca. 550 mm/Jahr) fällt vorwiegend im Winterhalbjahr.

## Bevölkerungsentwicklung
| Jahr      | 1857 | 1900 | 1950 | 2000 | 2020 |
| Einwohner | 951  | 1103 | 1051 | 722  | 495  |

Infolge der Mechanisierung der Landwirtschaft, der Aufgabe von bäuerlichen Kleinbetrieben („Höfesterben“) und der daraus resultierenden Arbeitslosigkeit auf dem Lande ist die Bevölkerung seit den 1950er Jahren – trotz Eingemeindungen – kontinuierlich auf den derzeitigen Tiefststand zurückgegangen. Zur Gemeinde gehören auch die Weiler Cozcurrita, Mámoles, Tudera, Badilla, Palazuelo de Sayago und Zafara mit jeweils etwa 20 bis 80 Einwohnern.

## Wirtschaft
Die Landwirtschaft, vor allem die Anpflanzung von Oliven- und Obstbäumen, spielt traditionell die größte Rolle im Wirtschaftsleben der Gemeinde. Daneben fungierte der Ort bereits im Mittelalter als Handels-, Handwerks- und Dienstleistungszentrum für die Weiler und Einzelgehöfte in der Region. Einnahmen aus dem Tourismus in Form der Vermietung von als Ferienwohnungen (casas rurales) genutzten leerstehenden Häusern sind in den letzten Jahrzehnten hinzugekommen.

## Geschichte
Bereits in vorrömischer Zeit siedelten hier Stammesgruppen vom keltischen Volk der Vettonen; aus römischer Zeit stammt eine heute an der Außenmauer der Kirche angebrachte Stele. Aus westgotischer und islamischer Zeit sind keine Funde bekannt. Die Rückeroberung (reconquista) der nur dünn besiedelten und abgelegenen Gebiete im 10. bis 12. Jahrhundert verlief weitgehend kampflos; danach begann die Wieder- – oder besser – Neubesiedlung (repoblación) der Region.

## Sehenswürdigkeiten
Fariza
- Die Iglesia de San Julian hat einen romanischen Ursprung, der vor allem im Innern deutlich wird. Der zweigeschossige Glockengiebel (espadaña) über der portallosen Westfassade wurde später hinzugefügt. Größter Schatz der Kirche ist eine spätrömische Stele mit einem Sonnenrad.[5]
- Etwa 150 m nördlich quert ein ca. 60 m langer Steinplattensteg den Arroyo del Pisón.

Badilla

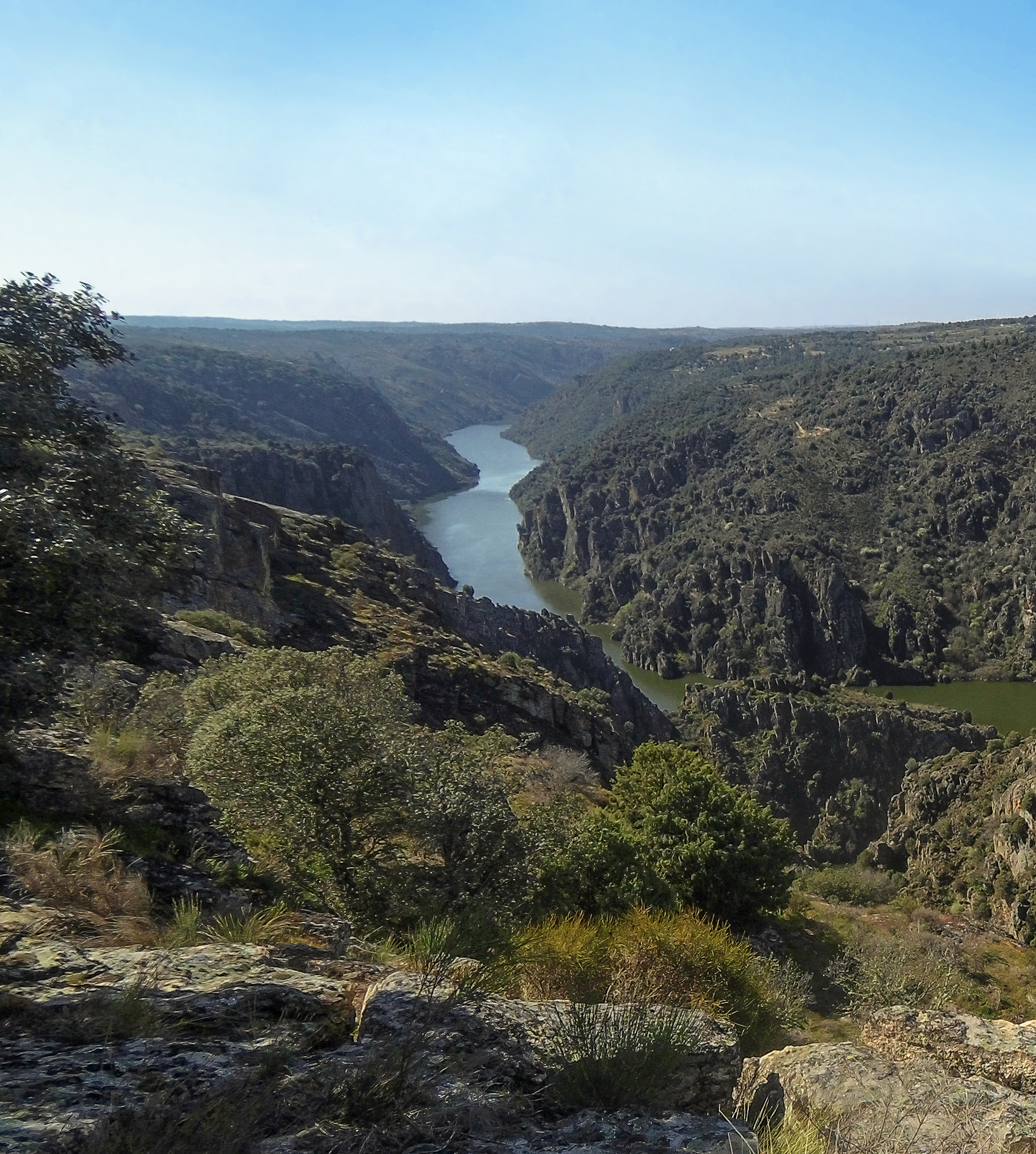
Duero-Tal

- In der Iglesia Nuestra Señora de la Expectación befinden sich Reste romanischer Fresken.
- Die Quellfassung der Fuente La Peral hat vielleicht noch spätrömische, auf jeden Fall aber mittelalterliche Ursprünge.

Cozcurrita
- Die gedrungen wirkende Iglesia de Santa María Magdalena stammt aus dem 13. Jahrhundert; ihr Glockengiebel ist zweigeteilt.
- Am Ortsrand steht ein Klauenstand (potro de herrar) zur Pflege der Huftiere.
- Die etwa 1 km (Fußweg) entfernte Ermita de Nuestra Señora del Castillo erhebt sich auf einer felsigen Anhöhe, auf welcher sich ehemals eine keltische Festung (castrum) befand. In der im 17. Jahrhundert größtenteils erneuerten Kapelle wird eine Madonnenfigur verehrt.
- Etwa 500 m entfernt befindet sich ein Aussichtspunkt (mirador) mit imposanten Blicken in das Duero-Tal.

Tudera
- Der gut 6 km östlich gelegene Weiler Tudera wartet mit einigen ländlichen Sehenswürdigkeiten auf.